# Корнилов, Александр Григорьевич
Алекса́ндр Григо́рьевич Корни́лов (род. 11 августа 1928 года, село Вазьян Арзамасского уезда Нижегородской губернии  — 23 декабря 2002 года, город Вологда) — государственный деятель, председатель Вологодского областного Совета народных депутатов.

## Биография
Родился в 1928 году. Член КПСС с 1955 года.
С 1952 года — на хозяйственной, общественной и политической работе. В 1952—1988 гг. — инженер-диспетчер Шекснинского речного пароходства в Череповце, второй, первый секретарь Череповецкого горкома ВЛКСМ, заведующий промышленно-транспортным отделом Череповецкого горкома КПСС, старший инженер технического отдела на Череповецком металлургическом комбинате, заместитель директора Череповецкого судостроительно-судоремонтного завода, второй секретарь Череповецкого горкома КПСС, секретарь партийного комитета Череповецкого металлургического комбината, первый секретарь Череповецкого горкома КПСС, второй секретарь Вологодского областного комитета КПСС, председатель исполкома Вологодского областного Совета народных депутатов.
Избирался депутатом Верховного Совета РСФСР 9-го, 10-го и 11-го созывов. Делегат XXIV, XXV, XXVI и XXVII съездов КПСС.
Умер в Вологде в 2002 году.

## Награды
Лауреат Премии Совета Министров СССР, награжден тремя орденами «Трудового Красного Знамени», орденом «Дружбы народов» и орденом «Знак почета»